# Secrets and Lies (Estados Unidos)
Secrets and Lies foi uma série de televisão estadunidense exibida pela ABC de 1 de março de 2015 a 4 de dezembro de 2016. É uma adaptação da série australiana com o mesmo nome transmitido em 2014.
No Brasil, a primeira temporada da série foi transmitida pelo Canal Sony em Junho de 2015. Em Abril de 2016, a Netflix disponibilizou a primeira temporada da série para seus assinantes brasileiros nas versões dublada e legendada. Na Televisão aberta, teve a 1ª temporada reexibida pela Rede Globo entre 23 de abril e 4 de maio de 2018.
Em 11 de maio de 2017 a ABC anunciou o cancelamento da série após duas temporadas.

## Enredo
Na primeira temporada, a série segue Ben Crawford, um homem de família que descobre o corpo de um menino novo e rapidamente se torna o principal suspeito na morte dele. Ben, então, vai em busca do verdadeiro assassino, a fim de limpar seu nome. Ele coloca-se um grande esforço que acaba revelando um grande número de segredos da pequena comunidade.
Na segunda temporada, Eric Warner, um recém-casado herdeiro de uma empresa de ativos privados de sua família, é suspeito do assassinato de sua esposa Kate.

## Elenco

### Principal
1ª Temporada
- Ryan Phillippe como Ben Crawford[5]
- Juliette Lewis como a Detetive Andrea Cornell[6]
- KaDee Strickland como Christy Crawford[7]
- Natalie Martinez como Jess Murphy[8]
- Dan Fogler como Dave Lindsey
- Indiana Evans como Natalie Crawford[7]
- Belle Shouse como Abby Crawford[7]

2ª Temporada
- Michael Ealy como Eric Warner
- Juliette Lewis como Detective Andrea Cornell
- Jordana Brewster como Kate Warner
- Mekia Cox como Amanda Warner
- Charlie Barnett como Patrick Warner
- Kenny Johnson como Danny
- Terry O'Quinn como John Warner

Elenco Recorrente
- Steven Brand como Joseph Richardson
- Kate Ashfield como Vanessa Richardson
- Greg Alan Williams como Kevin Haynes
- Denise Dowse como Elaine Williams
- Meaghan Rath como Nicole[9]
- Melissa Gilbert como Lisa Daly
- AnnaLynne McCord como Melanie Warner (2ª temp.)
- Eric Winter como Neil Oliver (2ª temp.)

## Recepção

### Crítica
Secrets and Lies recebeu críticas mistas, quando a primeira temporada saiu. No Rotten Tomatoes, que recebeu um índice "podre" de aprovação de 36%, com uma média de avaliação de 4,7/10, baseado em 30 comentários. Seu consenso crítico diz: "Enquanto alguns podem achar a sua intriga limitada convincente, Secrets and Lies em última análise, é desfeita por performances duras, pistas falsas excessivas e roteiro ruim." No Metacritic, marcou 48 em 100, baseado em 22 avaliações "mistas ou médias". A segunda temporada também não conquistou os críticos, com Allison Keene do Collider escrevendo: "A nova temporada não vai segurar muito interesse para aqueles cansados de dramas formulados da ABC que estão mais interessados em reviravoltas e intrigas que o desenvolvimento do caráter. Para outros, (...) pode ser atraente o suficiente (...), especialmente graças ao carisma de Ealy."

### Controvérsia
Em 16 de março de 2015, a ABC e os produtores da telessérie foram muito criticados por retratar a hemofilia como uma doença incestuosa com o personagem de Michael Praia afirmando: "A hemofilia é o subproduto desagradável de incesto." Uma petição para um pedido público de desculpas foi iniciada no Change.org. Nas transmissões posteriores do episódio, a frase preconceituosa foi removida, mas ABC publicou nenhum pedido de desculpas formal.